# Wohn- und Wirtschaftsgebäude Im Moor 2

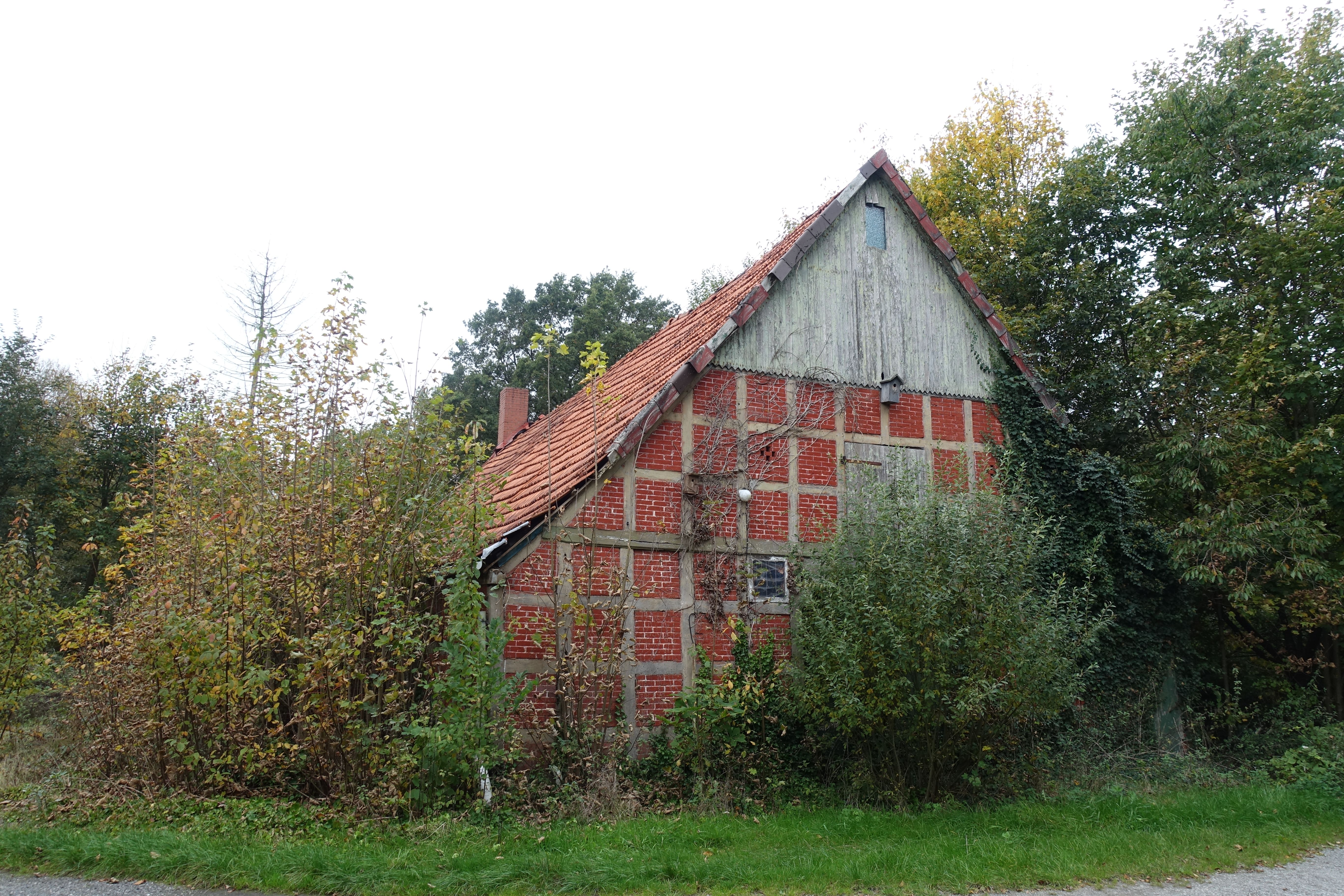
Ostgiebel (2022)

Das Wohn- und Wirtschaftsgebäude Im Moor 2 in der niedersächsischen Gemeinde Gyhum, Ortsteil Hesedorf, wurde in der Mitte des 19. Jahrhunderts gebaut. Aktuell (2025) wird das Gebäude zum Wohnen genutzt.
Das Gebäude steht unter Denkmalschutz (siehe auch Liste der Baudenkmale in Gyhum).

## Geschichte und Beschreibung
Hesedorf wurde 1384 erstmals urkundlich erwähnt und gehörte zur Börde Gyhum in der heutigen Samtgemeinde Zeven im Landkreis Rotenburg (Wümme).
Das eingeschossige giebelständige Gebäude als Zweiständer-Hallenhaus in Fachwerk mit Steinausfachungen, ziegelgedecktem Satteldach, regionaltypischer senkrechter Verbretterung in den oberen Giebeldreiecken, Ladeluke und Grooter Door mit Korbbogen wurde um 1850 gebaut.
Das Landesdenkmalamt befand u. a.: „… regionstypisches Bauwerk ….“